# Heinrich Laufenberg (Politiker)

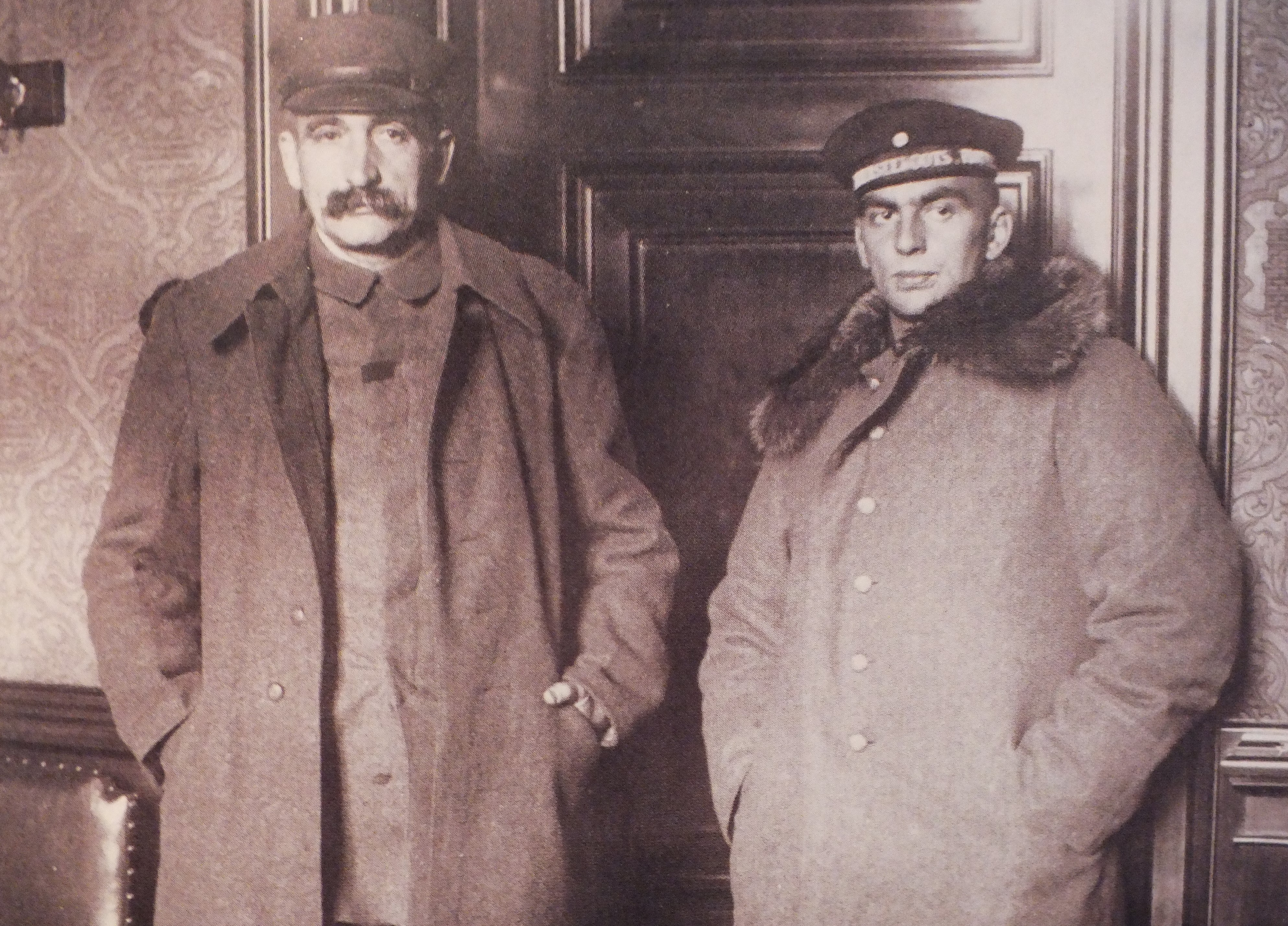
Heinrich Laufenberg (links) im Hamburger Rathaus Dezember 1918

Heinrich Laufenberg (Pseudonym Karl Erler) (* 19. Januar 1872 in Köln; † 3. Februar 1932 in Hamburg) war ein deutscher Historiker, Journalist und Politiker. Vom 11. November 1918 bis zum 20. Januar 1919 saß er dem Arbeiter- und Soldatenrat der Stadt Hamburg vor.

## Leben
Heinrich Laufenberg studierte Philosophie und Volkswirtschaft an der Universität Rostock und promovierte zum Thema Der historische Wert des Panegyricus des Bischofs Ennodius. Nach seinem Studium war er ab 1902 Mitglied der katholischen Zentrumspartei. Daneben war er als Redakteur für die Zeitschrift Germania tätig. Nach einem längeren Englandaufenthalt zum Studium von Marx und Engels sowie der Philosophie Joseph Dietzgens brach er mit dem politischen Katholizismus und wurde 1904 Mitglied der Sozialdemokratischen Partei und war bis 1907 Redakteur der Düsseldorfer Volkszeitung. Seit 1904 war er mit Martha Emma Berkholtz verheiratet. Er veröffentlichte in dieser Zeit diverse antiklerikale Schriften.
Im Mai 1907 zog Laufenberg nach Hamburg um, wo er auf Empfehlung von Franz Mehring im Auftrag des Hamburger SPD-Vorstands als Parteihistoriker die Geschichte der Hamburger Arbeiterbewegung erforschen sollte. Er veröffentlichte 1911 den Band I der Geschichte der Arbeiterbewegung in Hamburg, Altona und Umgebung, die der erste Versuch einer umfassenden historischen Würdigung der Arbeiterbewegung in Hamburg darstellt. Band II sollte erst 20 Jahre später, kurz vor seinem Tod vollendet werden. In Hamburg engagierte er sich besonders in der Schulungsarbeit der Hamburger Sozialdemokraten. 1912 wurde Laufenberg Leiter der Hamburger Parteischule der SPD. Im selben Jahr musste Laufenberg wegen seiner radikalen Ansichten seine Parteiämter niederlegen. Bei Ausbruch des Ersten Weltkrieges gehörte er zu dem Flügel der Linksradikalen, der sich massiv gegen die Kriegskredite wandte. Er arbeitete ab 1914 eng mit Fritz Wolffheim zusammen, wobei sie sich politisch stark rätekommunistischen aber auch syndikalistischen Ideen annäherten.
Insbesondere die Veröffentlichungen Anton Pannekoeks (1873–1960), der unter dem Pseudonym „Karl Horner“ auftrat, und Herman Gorters (1864–1927) hatten die rätekommunistische Idee in die deutsche Sozialdemokratie eingebracht. Zudem hatte Fritz Wolffheim bereits seit 1912 Kontakte zu den am 27. Juni 1905 in Chicago gegründeten revolutionär-syndikalistischen Industrial Workers of the World. Laufenberg und Wolffheim veröffentlichten im August 1914 ihre gemeinsame Denkschrift Imperialismus und Demokratie – Ein Wort zum Weltkrieg, die sich gegen die „Burgfriedenspolitik“ der Sozialdemokratie wandte, welche sich darauf festgelegt hatte, für die Dauer des Krieges auf Auseinandersetzungen mit anderen Parteien sowie auf jegliche Agitation gegen die Reichsregierung zu verzichten.
Ab 1916 unterhielt Laufenberg enge Kontakte zu Johann Knief in Bremen, der dort die Zeitschrift Arbeiterpolitik herausgab. Zeitgleich gaben Laufenberg und Wolffheim die Zeitschrift Kampf in Hamburg heraus.

## Revolution von 1918/19: Hamburgs „roter Diktator“
Während der Novemberrevolution war Laufenberg vom 11. November 1918 bis zum 20. Januar 1919 als Vertreter der Linksradikalen Vorsitzender des Hamburger Arbeiter- und Soldatenrates, der sich am 8. November gebildet hatte. Dieser setzte sich auch jeweils drei Vertretern von Linksradikalen, USPD, SPD und Gewerkschaften und 18 Vertretern der Betriebe zusammen. Am 12. November beschloss der Arbeiter- und Soldatenrat gegen die Stimmen der SPD-Vertreter die Übernahme der politischen Gewalt sowie die Auflösung von Bürgerschaft und Senat. Dies machte Laufenberg quasi über Nacht zum mächtigsten Mann Hamburgs – zum „roten Diktator“, wie ihn die bürgerliche Presse bald schimpfte.
Im Verlauf der Novemberrevolution protestierten revolutionäre Werftarbeiter gegen die Politik der SPD und besetzten am 9. Januar 1919 in Hamburg das Gewerkschaftshaus. Am selben Tag ließ Laufenberg die Verbandsbüros der Gewerkschaften besetzen und deren Kasse beschlagnahmen. In den folgenden Tagen demonstrierten, auf Karl Henses und Paul Neumanns Initiative, die der SPD nahestehenden Arbeiter und setzten Neuwahlen des Arbeiter- und Soldatenrates durch. Nach seinem erfolglosen Versuch die Arbeiterverbände zugunsten des Arbeiter- und Soldatenrates zurückzudrängen, musste Laufenberg am 20. Januar 1919 zurücktreten.
Laufenberg nahm in der Zeit vom 16. bis 20. Dezember 1918 am 1. Reichskongress der Arbeiter- und Soldatenräte in Berlin teil, wo die Mehrheit der Delegierten für die Wahl zu einer Nationalversammlung votierte und damit das Rätesystem faktisch ablehnte. Auf diesem Kongress stellte die SPD (MSPD) mit 296 Delegierten eine deutliche Mehrheit. Die USPD-Fraktion umfasste 96 Delegierte. Das Protokoll der Sitzung vermerkt: „Auf dem Reichskongreß bildete sich am Mittwoch den 18. Dezember unter Vorsitz von Dr. Heinrich Laufenberg,(…) die Fraktion der ´Vereinigten Revolutionäre´ denen sich 11 Delegierte zuordneten“.
Nach der Gründung der Kommunistischen Partei Deutschlands (KPD) am 1. Januar 1919 gehörte Laufenberg zusammen mit Wolffheim und Otto Rühle zu den linksradikalen Oppositionsführern in der Partei. In der Folgezeit entwickelte Laufenberg mit Fritz Wolffheim die „nationalbolschewistische“ Idee. Auf dem sogenannten Heidelberger Kongress, der in der Zeit vom 20. bis 23. Oktober 1919 stattfand, wurde Laufenberg aus der KPD ausgeschlossen, da er in der Gewerkschaftsfrage gegen eine Mitarbeit in bestehenden Gewerkschaften votierte und sich für die Gründung unabhängiger wirtschaftlicher Kampforganisationen der Arbeiterklasse aussprach. Dies wurde vom leninistischen Flügel der KPD als Syndikalismus ausgelegt. Zudem lehnte Laufenberg den Parlamentarismus als Kampfform und die Teilnahme an Wahlen ab. Im November 1919 wurde Laufenberg wegen einer Kampagne gegen den Friedensvertrag von Versailles von einem Kriegsgericht zu einem Jahr Festungshaft verurteilt. Unter dem Pseudonym Karl Erler setzte Laufenberg den Kampf gegen die KPD fort.

## Wendung zum Nationalbolschewismus – im politischen Abseits
Am 3. und 4. April 1920 war Laufenberg Mitbegründer der Kommunistischen Arbeiterpartei Deutschlands (KAPD). Am 14. August 1920 wurde er aus der KAPD wegen seiner „nationalbolschewistischen Vorstellungen“ ausgeschlossen und gründete den „Bund der Kommunisten“. 1921 kam es zur Trennung von Wolffheim, der sich völkisch-nationalrevolutionären Kreisen zuwandte. 1922 zog Laufenberg sich aus der aktiven Politik wegen schwerer Krankheit zurück. Er baute eine kleine Druckerei in Hamburg auf. 1923 war er Herausgeber der Zeitschrift Weg und Ziel – Organ für deutschen Aufbau. Im Jahre 1927 war er Mitherausgeber der Zeitschrift Harpune – Monatschrift für Kulturradikalismus und distanzierte sich vom orthodoxen Marxismus mit dem Artikel: „Karl Marx, der Idealist der materialistischen Geschichtsauffassung“ (Die Harpune No. 2, S. 11ff.).
Laufenberg starb völlig verarmt und gesundheitlich ruiniert am 3. Februar 1932 in Hamburg. In einem Nachruf des Kampfruf, Organ der Kommunistischen Arbeiter-Union Deutschlands, wurde er als entschiedener Gegner des Nationalsozialismus gewürdigt.

## Schriften
- Achtung! Achtung! Sonntag den 6. Januar findet im Lokale von Arnold Grünewald Gladbacherstraße eine große öffentliche Wählerversammlung statt. [Flugblatt] Viersen 1907. (Digitalisat)
- Hamburg und sein Proletariat im achtzehnten Jahrhundert. Eine wirtschaftshistorische Vorstudie zur Geschichte der modernen Arbeiterbewegung im niederelbischen Städtegebiet, Hamburg 1910
- Geschichte der Arbeiterbewegung in Hamburg, Altona und Umgebung. Band 1: Auer, Hamburg 1911; Band 2: Hamburg 1931 (Nachdruck 1977).
- Hamburg und die französische Revolution. [Sammlung sozialistischer Schriften; 16/17]. Hamburg, Erdmann Dubber, 1913.
- mit Fritz Wolffheim: Imperialismus und Demokratie. Ein Wort zum Weltkrieg, Hamburg 1914
- mit Fritz Woffheim: Demokratie und Organisation. Grundlinien proletarischer Politik, Hamburg 1915
- mit Fritz Wolffheim, Carl Herz: Organisation, Krieg und Kritik. Dokumente zu den Hamburger Parteidebatten, Hamburg 1915
- Rede über die Lage und Politik des Arbeiter- und Soldatenrates in der Vollversammlung des Großen Arbeiterrates am 30. November 1918, Hamburg 1918
- Zwischen der ersten und zweiten Revolution. 1919 (archive.org)
- Die Hamburger Revolution, Hamburg 1919
- Massen und Führer. Selbstverlag o. J. (1920), Hamburg 1920
- Der politische Streik. Hamburg 1914 (2. Auflage, Verlag J.H.W. Dietz, Berlin 1976; Nachdruck der Ausgabe Stuttgart 1914, ISBN 3-8012-1054-5).
- Revolutionärer Volkskrieg oder konterrevolutionärer Bürgerkrieg? Erste kommunistische Adresse an das deutsche Proletariat. Willaschek, Hamburg 1919.
- mit Fritz Wolffheim: Moskau und deutsche Revolution. Eine kritische Erledigung bolschewistischer Methoden, Hamburg 1920
- mit Fritz Wolffheim: Kommunismus gegen Spartakismus. Eine reinliche Scheidung, Hamburg 1920